# Foster City, Kalifornien
Foster City är en stad (city) i San Mateo County, i delstaten Kalifornien, USA. Enligt United States Census Bureau har staden en folkmängd på 30 943 invånare (2011) och en landarea på 9,7 km².